# The Spirit of the Hawk
The Spirit of the Hawk ist ein Lied der schwedischen Country-Dance-Band Rednex aus dem Jahre 2000. Die zweite Singleauskopplung aus ihrem zweiten Studioalbum … Farm Out! wurde von Axel Breitung sowie den F.A.F.-Mitgliedern Graham Compton, David Cameron-Pryde und Mark Stagg geschrieben. Die Produktion stammt ebenfalls von F.A.F.

## Musik und Text
The Spirit of the Hawk ist ein vom Eurodance-Stil geprägter Popsong, der im Vergleich zum restlichen Schaffen der Band keine Country-Elemente aufweist, dafür allerdings stark von der traditionellen indianischen Musik beeinflusst ist. Der Refrain wird dabei von einem schamanischen Chor gesungen, die Strophen werden von der Sängerin Whippy vorgetragen. Nach dem dritten Refrain wird von einer männlichen Stimme eine berühmte Rede des Häuptlings Chief Joseph rezitiert (in der Video- und Albumversion unterscheidet sich dabei der Sprecher; der Text ist derselbe). Für die Rhythmik des Liedes werden sowohl künstliche, für das Eurodance-Genre typische statische Bass Drums als auch organische, klassische nativ amerikanische Handtrommeln sowie eine Cuíca eingesetzt. Der Klang wird von elektronischen Keyboardklängen getragen, jeweils vor der zweiten Strophe als auch nach der Bridge ist ein Mundharmonika-Solo zu hören. Das Lied endet mit einem Fadeout, während die Sängerin die letzten Worte der Rede, „fight no more“, wiederholt.
Inhaltlich ist das Lied aus der Sicht der Geliebten eines Mannes gehalten, der für die Freiheit und Liebe in den Krieg zieht. In der ersten Strophe wird dabei eine Szene beschrieben, in der die beiden auf einem großen Hügel stehen und (vermutlich metaphorisch) fortfliegen. Erst im zweiten Verse werden die kriegerischen Hintergründe, die über der Beziehung liegen, deutlich. Der Auszug der Rede von Chief Joseph dreht sich darum, dass sein Stamm und auch er selbst durch den Kampf gegen die Eroberer geschwächt sind und keinen Unterschlupf und Nahrung mehr zur Verfügung haben, weshalb er beschließt, nicht weiter zu kämpfen. Diese letzten Worte, „I will fight no more“, werden von der Sängerin am Ende des Liedes verkürzt wiedergegeben, wodurch ein neuer Sinn entsteht: „Fight no more“ ist nunmehr als Aufforderung zu verstehen, den Krieg zu beenden. Der Text des Liedes ist teilweise bewusst grammatikalisch inkorrekt gehalten.

## Musikvideo
Das Musikvideo beginnt inmitten eines Stammes amerikanischer Ureinwohner, die um ein Feuer tanzen. Einer von ihnen sitzt jedoch mit melancholischem Blick in der Runde. Er geht in ein Zelt und beobachtet dort im Rauch Voraussagen, in denen ihm ein Gesicht erscheint, während er nachdenklich die Worte Chief Josephs murmelt. In einer Berglandschaft sammeln inzwischen zwei Indianerkinder Federn, die sie einem der beiden unter die Arme binden, sodass sie Flügel symbolisieren. Als das Kind von einem Felsen springt, beginnt es zu fliegen und verwandelt sich in einen Falken, der von allen Anwesenden beobachtet wird. Plötzlich wird eine Brücke zur Gegenwart geschlagen, als der Vogel in eine moderne, amerikanische Großstadt fliegt. Diese wirkt im Vergleich kaltherzig und unpersönlich. Ein Mann mit Anzug und Aktentasche geht dabei äußerst grob mit einem Bettler um, woraufhin dessen mit Kleingeld gefüllter Plastikbecher zu Boden fällt. Als das Falkenkind vorbeifliegt, scheinen die Menschen von dessen Aura beeinflusst und halten einen Moment inne. Am Ende wird erneut der Indianer vor dem Rauch eingeblendet, der nun in selbigem den Vogel sieht.
Auffällig am Video ist seine Farbgebung: Die Szenen, die unter den Ureinwohnern und in den Bergen spielen, sind in satten, warmen Farben gehalten, während jene der Großstadt kühl und kontrastarm dargestellt werden. Als der Falke in letzterer Umgebung vorbeifliegt, bekommen die Menschen eine deutlich leuchtendere Färbung und heben sich vom Hintergrund ab.

## Kommerzieller Erfolg

### Chartplatzierungen
The Spirit of the Hawk avancierte zum Charthit in Europa, so erreichte die Single in Deutschland und Österreich die Chartspitze oder auch die Top 10 in Schweden und der Schweiz. In Deutschland war das Lied das zweiterfolgreichste des Jahres 2000, in Österreich das dritterfolgreichste.
| ChartsChartplatzierungen | Höchstplatzierung | Wochen |
| ------------------------ | ----------------- | ------ |
| Deutschland (GfK)        | 1 (27 Wo.)        | 27     |
| Österreich (Ö3)          | 1 (28 Wo.)        | 28     |
| Schweden (GLF)           | 10 (16 Wo.)       | 16     |
| Schweiz (IFPI)           | 3 (32 Wo.)        | 32     |

| ChartsJahrescharts (2000) | Platzierung |
| ------------------------- | ----------- |
| Deutschland (GfK)         | 2           |
| Österreich (Ö3)           | 3           |
| Schweden (GLF)            | 74          |
| Schweiz (IFPI)            | 18          |

### Auszeichnungen für Musikverkäufe
| Land/Region        | Auszeichnungen für Musikverkäufe (Land/Region, Auszeichnung, Verkäufe) | Verkäufe |
| ------------------ | ---------------------------------------------------------------------- | -------- |
| Deutschland (BVMI) | 3× Gold                                                                | 750.000  |
| Österreich (IFPI)  | Platin                                                                 | 25.000   |
| Schweden (IFPI)    | Gold                                                                   | 15.000   |
| Schweiz (IFPI)     | Gold                                                                   | 25.000   |
| Insgesamt          | 3× Gold · 2× Platin ·                                                  | 815.000  |